# 마이라 무하멧키지
마이라 무하멧키지(카자흐어: Майра Мұхамедқызы, 1969년 9월 5일 ~ )는 카자흐스탄의 오페라 가수이다.
1930년대 소련에서 일어난 대기근, 소련 당국의 박해를 피해 중국으로 망명한 카자흐인 가문 출신이다. 1987년에는 중국의 연극 학교에 입학했고 1996년에는 카자흐스탄 시민권을 취득했다. 1998년 카자흐스탄 정부로부터 카자흐스탄 공화국 공훈예술가 칭호를 받았을 정도로 국제 오페라 경연 대회에서 여러 가지의 상을 수상했다.